# Nuevo Aguacate
Nuevo Aguacate är en ort i Mexiko.   Den ligger i kommunen San Lucas Ojitlán och delstaten Oaxaca, i den sydöstra delen av landet, 300 km sydost om huvudstaden Mexico City. Nuevo Aguacate ligger 77 meter över havet och antalet invånare är 181.
Terrängen runt Nuevo Aguacate är kuperad österut, men västerut är den platt. Runt Nuevo Aguacate är det ganska glesbefolkat, med 40 invånare per kvadratkilometer. Närmaste större samhälle är San Lucas Ojitlán, 9,5 km nordväst om Nuevo Aguacate. 